# République populaire d'Ukraine occidentale
Ne doit pas être confondu avec République populaire ukrainienne.
1918-–1919
Entités précédentes :
- Autriche-Hongrie
- Royaume de Galicie et de Lodomérie

Entités suivantes :
- République populaire ukrainienne
- Deuxième république de Pologne
- Royaume de Roumanie
- Première République tchécoslovaque

La république populaire d'Ukraine occidentale (en ukrainien : Західно-Українська Народна Республика, Zakhidno-Oukraïns'ka Narodna Respoublika, en abrégé ЗУНР ou ZUNR), également connue sous le nom de république de Galicie puis de province de l'ouest de la République populaire ukrainienne, était un éphémère État pluri-ethnique qui émergea sur les territoires actuels de Galicie à la suite de l'écroulement de l'empire d'Autriche-Hongrie. 
Il apparut le 18 octobre 1918 et cessa d'exister le 14 mars 1923. La république populaire d'Ukraine occidentale fut dirigée par Yevhen Petrouchevytch.

## Histoire
À la fin de la Première Guerre mondiale, l’Autriche-Hongrie se disloque : suite du soulèvement de Lviv, un gouvernement ukrainien prit le pouvoir le 1er novembre 1918 en Galicie ; il en fut de même en Ruthénie subcarpathique le 19 novembre 1918. En Bukovine, un gouvernement ukrainien proclama également sa souveraineté le 6 novembre 1918, sans toutefois parvenir à contrôler ce territoire où les Roumains étaient majoritaires, et dont le Conseil national proclama le rattachement à la Roumanie le 28 novembre 1918. En dépit de la guerre polono-ukrainienne en Galicie, le gouvernement de la ZUNR se maintint à l'est du territoire. 
Le 1er décembre 1918, le secrétariat d'État de la république populaire d'Ukraine occidentale conclut un accord préliminaire avec le Directoire de la République populaire ukrainienne, portant sur l'union des deux États ukrainiens. L'accord fut approuvé par le Conseil de la ZUNR le 3 janvier 1919 et par le Directoire le 22 janvier 1919, date à laquelle l'union fut officiellement proclamée. Dès lors, la ZUNR prit le nom de province de l'ouest de la République populaire ukrainienne. Mais l'union ne fut pas pleinement établie : les organismes gouvernementaux de la ZUNR continuèrent de fonctionner séparément.
Pendant les guerres soviéto-polonaise de 1919-1921 et hungaro-roumaine de 1919, les autorités polonaises et roumaines, soutenues respectivement par les missions françaises Faury et Berthelot, craignent que la Russie soviétique et la Hongrie bolchévique ne fassent leur jonction à travers la Pocoutie et la Ruthénie subcarpathique : la 8e division roumaine des généraux Jacob Zadik et Nicolae Petala et la 4e division polonaise du général Kraliczek prennent donc position en Pocoutie, tout en déclarant qu'elles « n'intervenaient pas contre l'armée ni le peuple ukrainien ni ses représentants dont les propriétés, la sécurité, les institutions et leur fonctionnement seraient respectées » (ce qui n'empêche pas les Polonais, après le retrait de l'Armée rouge et des Roumains, de mettre fin à l’éphémère République populaire d’Ukraine occidentale).

## Population
Ce territoire de 5,4 millions d'habitants s'étendant entre Galicie orientale, Transcarpathie et Bukovine, eut pour capitale Lviv. Il comprenait approximativement 60 % d'Ukrainiens, 25 % de Polonais, 12 % de Juifs, en majorité yiddishophones, ainsi que des communautés germanophones, magyarophones et roms.

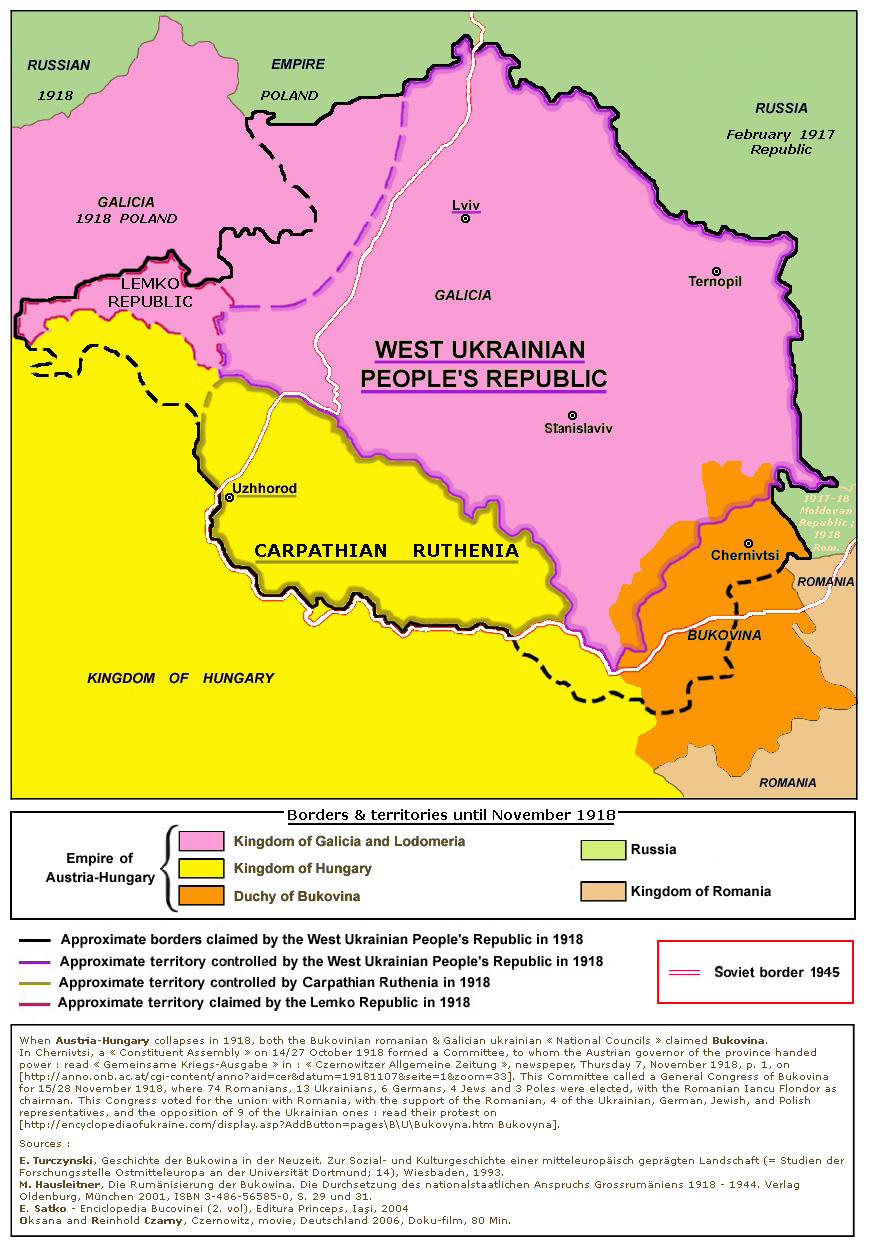
Revendications en Ukraine occidentale lors de la dislocation de l'Autriche-Hongrie.
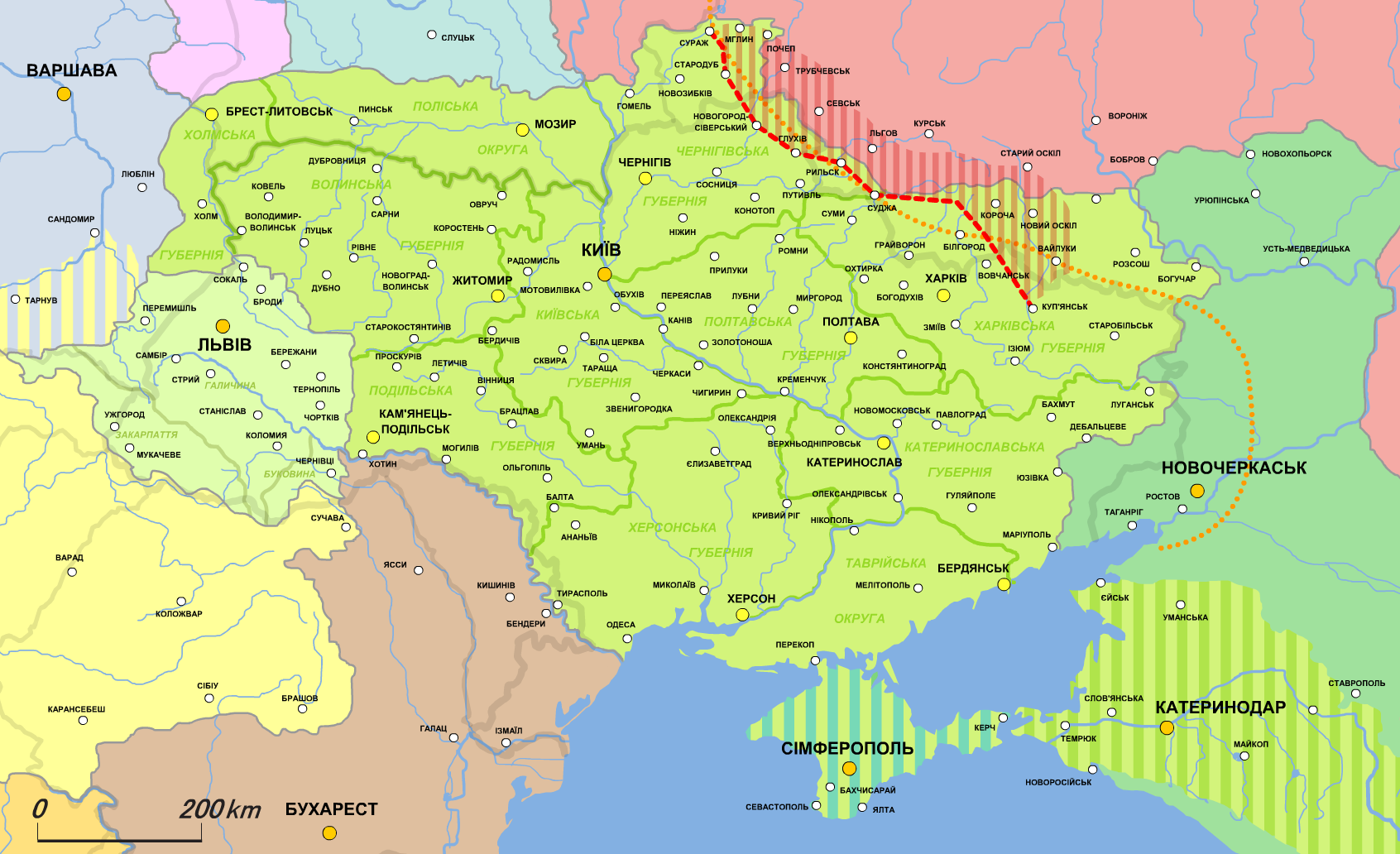
L'État ukrainien fin 1918.
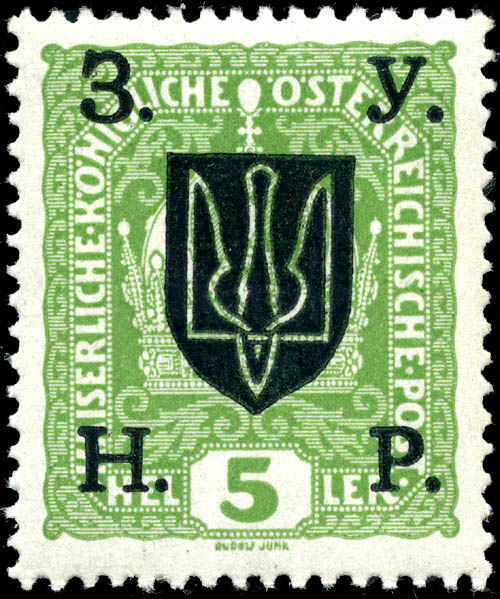
Timbre-poste de la RPUO, 1919.